# Euphorbia carissoides
Euphorbia carissoides är en törelväxtart som beskrevs av Frederick Manson Bailey. Euphorbia carissoides ingår i släktet törlar, och familjen törelväxter.
Artens utbredningsområde är Queensland. Inga underarter finns listade i Catalogue of Life.